# 坂之市站
坂之市站（日语：／ Sakanoichi eki */?）是位於日本大分縣大分市，屬於九州旅客鐵道（JR九州）的日豐本線車站。

## 車站構造
本站的站房以水泥及木板搭建而成。左側為候車室，內部設有多張獨立式座位的候車座椅及自動售賣機，並設有側門連接至站外的洗手間；右側為售票窗口及站務室，並設有一部自動售票機。中央為開放式驗票口，並設有供出、入閘專用的IC卡感應器及自助精算機。進站後設有告示牌及圍欄，指引乘客沿行人天橋前往月台。2022年因應無障礙化，原本封閉的平交道重新使用，並加裝了遮斷機，而原月台邊的斜道亦重新修整以符合輪椅使用者的需要。
此站本來是由JR九州服務支援管理的業務委託車站，當初在2018年3月17日計劃在牧站至幸崎站之間引入車站遠程資訊系統「ANSWER」，並成為無人車站。但是高城站至此站之間還未確實引入「ANSWER」，並在檢討關於引入「ANSWER」。但直至現在為止，有關安排仍未有落實的時間表。

### 月台
設有1面2線的島式月台一座，長度為約120米，而靠近天橋口約30米的月台設有上蓋，上蓋盡頭的月台中央部份另建有一座候車小屋，內設有數張候車長櫈。因應月台高速化工程，月台長度由8卡編成縮短至6卡。
而1號月台外側設有保線側線1條，可由大在站方向駛進。
| 月台 | 路線      | 上下行 | 方向                               |
| ---- | --------- | ------ | ---------------------------------- |
| 1    | ■日豐本線 | 上行   | 大分、別府、龜川、中山香、中津方向 |
| 2    | ■日豐本線 | 下行   | 幸崎、臼杵、佐伯方向               |

## 歷史
- 1914年4月1日：鐵道院開設此站[6][7]。當時車站所在地為「佐賀市村」（さかのいち村）[8]，為免與佐賀站混淆，因而採用借字方式，將改以「坂」字標示。
- 1974年4月10日：急行（上行）高千穗（西鹿兒島站至東京站）開始停讀（黃昏6時26分出發）。同時期急行「日南3號」也開始停站。
- 1975年3月10日：急行「高千穗」「日南」廢止。
- 1979年4月：車站大樓重建[7]。
- 1987年4月1日：隨國鐵分割民營化，車站由九州旅客鐵道（JR九州）營運。
- 2012年12月1日：可使用IC卡「SUGOCA」[9]。
- 2022年3月12日：為方便殘障人士，增設橫越路軌的平交道、並把向幸崎方向的月台末端改裝成斜道、及在月台上加設提示視障人士的觸覺警示磚。

## 使用狀況
此站是位於大分市內的通勤圈，也是最近大分縣立大分東高等學校，因此在早上和黃昏較多人使用。
以下是近年乘車人次列表：
| 乘車人次變遷 | 乘車人次變遷 |
| 年度         | 1日平均人次  |
| ------------ | ------------ |
| 2000         | 1,189        |
| 2001         | 1,089        |
| 2002         | 1,015        |
| 2003         | 1,009        |
| 2004         | 985          |
| 2005         | 1,006        |
| 2006         | 1,009        |
| 2007         | 997          |
| 2008         | 1,010        |
| 2009         | 967          |
| 2010         | 983          |
| 2011         | 947          |
| 2012         | 1,017        |
| 2013         | 1,075        |
| 2014         | 1,033        |
| 2015         | 1,138        |
| 2016         | 1,165        |
| 2017         | 1,203        |
| 2018         | 1,173        |
| 2019         | 1,220        |
| 2020         | 1,032        |
| 2021         | 1,046        |
| 2022         | 1,098        |
| 2023         | 1,194        |

## 車站周邊
車站南邊是本町，設有大分市坂之市分所（前坂之市町公所）。
車站北邊在昭和50年頃前為被松林與芒草覆蓋的濕地。該處也有名為「白砂青松」的日吉原海灘。
車站對出海邊曾經填海，７號填海地為造船廠與太陽能發電廠，車站附近經過土地整理項目成為住宅區。
- 萬弘寺（在7世紀，由用明天皇創建。在每年5月18日～24日，會舉行大分縣三大市之一的「萬弘寺之市（日语：萬弘寺の市）」。距離車站500米）[1]
- 坂之市郵局
- 大分縣立大分東高等學校（日语：大分県立大分東高等学校）
- 龜塚古墳（日语：亀塚古墳） - 縣內最大的古墳，為國家指定的歷史遺蹟。
- 國道197號（日语：国道197号）

## 巴士路線
從車站以南方步行2分鐘，在國道197號上設有大分巴士坂之市巴士站。但是該巴士站名稱的日文不是使用此處地名，巴士站名稱為。
- 經幸崎站前往佐賀關
- 急行 經大在站前前往大分
- 急行 經大分醫療中心（日语：国立病院機構大分医療センター）前往大分[注 1]

## 其他
- 在進行土地調整項目之際，把站前商店等所有建築物遷移1公里外的繞道附近。使站前一帶設有一大片空地。現時該處開始發展住宅區[1]。
- 此站曾經設有JR九州巴士大分分店，在此站所有巴士路線取消後與臼杵車庫[注 2]整合。

## 相鄰車站
九州旅客鐵道
■日豐本線
大在－坂之市－幸崎

### 統計資料
1. ↑  駅別乗車人員上位300駅（2016年度） （页面存档备份，存于），JR九州。
2. ↑  駅別乗車人員上位300駅（2017年度） （页面存档备份，存于），JR九州。
3. ↑  駅別乗車人員上位300駅（2018年度） （页面存档备份，存于），JR九州。
4. ↑  駅別乗車人員上位300駅（2019年度） （页面存档备份，存于），JR九州。
5. ↑  駅別乗車人員上位300駅（2020年度） （页面存档备份，存于），JR九州。
6. ↑  駅別乗車人員上位300駅（2021年度） （页面存档备份，存于），JR九州。
7. ↑  駅別乗車人員上位300駅（2022年度） （页面存档备份，存于），JR九州。
8. ↑  駅別乗車人員上位300駅（2023年度） （页面存档备份，存于），JR九州。

## 外部連結
- JR九州坂之市站 （页面存档备份，存于）